# IC 829
IC 829 ist eine linsenförmige Galaxie vom Hubble-Typ S0/a im Sternbild Rabe südlich der Ekliptik. Sie ist schätzungsweise 215 Millionen Lichtjahre von der Milchstraße entfernt und hat einen Durchmesser von etwa 45.000 Lichtjahren.

Im selben Himmelsareal befinden sich u. a. die Galaxien NGC 4756 und IC 3831.
Das Objekt wurde am 13. Mai 1888 vom französischen Astronomen Guillaume Bigourdan entdeckt.